# Bandera de Villaverde de Íscar
La bandera de Villaverde de Íscar es el símbolo más importante de Villaverde de Íscar, municipio de la provincia de Segovia, comunidad autónoma de Castilla y León, en España. 

## Descripción
La bandera de Villaverde de Íscar fue oficializada el 12 de enero de 2001, y su descripción heráldica es:

«Paño cuadrado de proporción 1:1, de color blanco con un aspa verde de anchura 1/5 del total del paño. Lleva sobrepuesto al centro el escudo del Ayuntamiento, timbrado de corona real.»
Boletín Oficial de Castilla y León nº 46/2001